# Římskokatolická farnost – děkanství Havlíčkův Brod
Římskokatolická farnost - děkanství Havlíčkův Brod je územní společenství římských katolíků s farním kostelem Nanebevzetí Panny Marie. Organizačně spadá do havlíčkobrodského vikariátu, který je jedním ze čtrnácti vikariátů královéhradecké diecéze.

## Duchovní správci
- 1570–? R.D. Václav Albinus
- 1628–1630 R.D. Michal Crenoviuus, SJ.
- 1630–1632 R.D. Hilarius, OP.
- 1632–1633 R.D. Dr.Theol. Aemilius
- 1633–1634 R.D. Josefus , OFM Conv.
- 1634–1645 R.D. Jindřich Ondřej Hoffmann
- 1645–1647 R.D. Ludvík Zamborský, OFM.
- 1647–1648 R.D. Pavel Doba
- 1648–1652 R.D. Theodosius Pěnivoda, OCarm.
- 1652–1654 R.D. Šimon Jan Mittes
- 1654–1656 R.D. Václav Pěnivoda
- 1656–1659 R.D. Jakub Augustin Rumpelius
- 1659–1666 R.D. Petr Seidenec
- 1666–1667 R.D. Jan Ignac Dlouhoveský
- 1667–1671 R.D. Alexius Čapek
- 1671–1681 R.D. Matěj Šíma, děkan
- 1681–1703 R.D. Jiří Josef Grunt, děkan
- 1703–1737 R.D. Dr.Th. Jan Seidl, děkan
- 1737–1749 R.D. Ondřej Schaffer, děkan
- 1749–1768 R.D. Antonín Tadeáš Stamic, děkan
- 1768–1789 R.D. Antonín Weisenthal, děkan
- 1789–1823 R.D. Ignác Stejskal, děkan
- 1823–1850 R.D. Vojtěch Sťovíček, děkan
- 1850–1861 R.D. Josef Trunec, děkan
- 1861–1871 R.D. Karel Seifert, děkan
- 1871–1872 R.D. Ignac Javůrek, kaplan
- 1872–1893 R.D. Antonín Vančura, děkan
- 1893–1943 R.D. František Stejskal, děkan
- 1908–1928 R.D. Josef Bílek, kaplan
- 1940–1951 R.D. Václav Jelínek, kaplan, později děkan
- 1945–1948 R.D. ThLic. František Hájek, kaplan
- 1949–1954 R.D. Petr Špinler, kaplan
- 1909–1961 R.D. Josef Chaloupka, katecheta
- 1910–1942 R.D. Karel Drda, katecheta
- 1935–1948 R.D. Šandera, profesor náboženství v.v.
- 1939–1951 R.D. ThDr. Vojtěch Jestříbek, profesor náboženství
- 1951–1962 R.D. Jaroslav Kalousek, administrátor
- 1962–1990 R.D. Josef Němeček, děkan
- 1969–1969 R.D. Emil Erlebach, kaplan
- 1990–1994 R.D. Antonín Duda, administrátor
- 1990–1991 R.D. Hroznata Pavel Adamec, OPraem., kaplan
- 1991–1997 R.D. PhDr. ThLic. Jáchym Jaroslav Šimek, OPraem., kaplan, později administrátor
- 1992–1993 R.D. PhDr. Jindřich Zdík Zdeněk Charouz, OPraem., kaplan
- 1993–1994 R.D. Jiří Kváš,kaplan
- 1994–2000 R.D. Marian Pavel Sokol, OPraem., kaplan, později administrátor
- 1995–1999 R.D. Irenej Juraj Hlavačka, OPraem., kaplan
- 1997–1999 R.D. Jan Sarkander Jakub Med, OPraem., kaplan
- 1996–1999 R.D. poručík Tomáš Holub, vojenský kaplan
- 1999–2000 R.D. Tomáš Rastislav Höger, OPraem., kaplan
- 2000–2003 R.D. Adrian Jaroslav Sedlák, OPraem., kaplan
- 2000–2009 R.D. Jan Nepomucký Ladislav Novák, OPraem., děkan
- 2009–2017 R.D. Hroznata Pavel Adamec, OPraem., děkan
- 2009–2012 R.D. Tomáš Rastislav Höger, OPraem., kaplan
- 2012–2014 R.D. Erik Tvrdoň, kaplan
- 2012–2017 R.D. Damián Kristián Vrchovský, OPraem., kaplan
- 2017–2017 Mgr. Gorazd Tomáš Plavnický, jáhen
- 2017–2021 R.D. Petr Soukal, kaplan
- 2021–2022 R.D. Jakub Brabenec, OFS., kaplan
- 2016–2022 R.D. PaedDr. Jiří Vojtěch Černý, OMelit. cap. Mag., výpomocný duchovní
- 2013–020 R.D. Josef Pecen, výpomocný duchovní
- 2017 – dosud R.D. Oldřich Kučera, děkan
- 2022 – dosud R.D. Ing. Stanislav Jílek, výpomocný duchovní
- 2014 – dosud Ing. Bc. Petr Trefil, trvalý jáhen[2]

## Kostely
Farnost vlastní a spravuje v Havlíčkově Brodě čtyři církevní památky:
- Kostel Nanebevzetí Panny Marie
- Kostel svatého Vojtěcha
- Kostel svaté Kateřiny
- Kostel Nejsvětější Trojice s kaplí svatého Kříže

## Bohoslužby
Pravidelné bohoslužby.
| Místo                                             | Den | Hodina       | Poznámka                |
| ------------------------------------------------- | --- | ------------ | ----------------------- |
| Kostel Nanebevzetí Panny Marie v Havlíčkově Brodě | Po  | 18.00        |                         |
| Kostel Nanebevzetí Panny Marie v Havlíčkově Brodě | Út  | 18.00        | od dušiček do 23. dubna |
| Kostel Nanebevzetí Panny Marie v Havlíčkově Brodě | St  | 8.00         |                         |
| Kostel Nanebevzetí Panny Marie v Havlíčkově Brodě | Čt  | 18.00        |                         |
| Kostel Nanebevzetí Panny Marie v Havlíčkově Brodě | Pá  | 18.00        |                         |
| Kostel Nanebevzetí Panny Marie v Havlíčkově Brodě | So  | 8.00*, 18.00 | *první sobota v měsíci  |
| Kostel Nanebevzetí Panny Marie v Havlíčkově Brodě | Ne  | 9.00 , 18.00 |                         |
| Kostel sv. Vojtěcha v Havlíčkově Brodě            | Út  | 18.00        | od 23. dubna do dušiček |
| Nemocniční kaple Nemocnice Havlíčkův Brod         | Ne  | 17.00        | první neděle v měsíci   |
| Psychiatrická nemocnice Havlíčkův Brod            | Čt  | 14.00        |                         |
| Domov pro seniory Husova v Havlíčkově Brodě       | Čt  | 10.00        |                         |
| Domov pro seniory Reynkova v Havlíčkově Brodě     | Čt  | 16.00        |                         |
| Domov pro seniory U Panských v Havlíčkově Brodě   | So  | 9.00         |                         |

## Aktivity farnosti
Ve farnosti se každoročně koná farní ples, týdenní letní tábor, setkání na konci a na začátku školního roku a adventní roráty. Připojuje se také k celostátní noci kostelů a tříkrálové sbírce. Ve školním roce se pravidelně setkávají společenství modliteb matek, modliteb otců a společenství mladých. Dále farnost nabízí katechezi dospělých a výuku náboženství pro děti na prvním stupni základních škol. Působí zde farní sbor, schola a křesťanská kapela Výbuch. Farnost také vydává svůj vlastní časopis pod názvem Agapé. Funguje zde také farní knihovna, která je otevřená všem bez ohledu na náboženské vyznání.
V roce 2015 se zrodila iniciativa Život kostelům, která si klade za cíl najít využití a následně i prostředky na opravu kostelů svaté Kateřiny a Nejsvětější trojice.